# Catalyst (альбом)
Catalyst — четвёртый студийный альбом американской группы New Found Glory, выпущен 18 мая 2004 года. Диск стал золотым по версии RIAA 18 августа 2004 г.. Альбом содержит экстра-компакт-диск с видео создания клипа на первый сингл «All Downhill from Here».
Песня «At Least I’m Known for Something» звучит в игре Burnout 3: Takedown

## Список композиций
Слова и музыка всех песен — New Found Glory.
| №                   | Название                                                                                   | Длительность |
| ------------------- | ------------------------------------------------------------------------------------------ | ------------ |
| 1.                  | «Intro»                                                                                    | 0:37         |
| 2.                  | «All Downhill from Here»                                                                   | 3:12         |
| 3.                  | «This Disaster»                                                                            | 3:08         |
| 4.                  | «Truth of My Youth»                                                                        | 3:03         |
| 5.                  | «I Don't Wanna Know»                                                                       | 3:30         |
| 6.                  | «Your Biggest Mistake»                                                                     | 2:46         |
| 7.                  | «Doubt Full»                                                                               | 3:35         |
| 8.                  | «Failure’s Not Flattering»                                                                 | 3:51         |
| 9.                  | «Over the Head, Below the Knees»                                                           | 3:39         |
| 10.                 | «Ending in Tragedy»                                                                        | 3:30         |
| 11.                 | «At Least I’m Known for Something»                                                         | 3:31         |
| 12.                 | «I’d Kill to Fall Asleep»                                                                  | 3:11         |
| 13.                 | «No News Is Good News»                                                                     | 2:58         |
| 14.                 | «Who Am I?» (Длительность трека — 3:18, но через 30 секунд тишины начинается скрытый трек) | 8:05         |
| Общая длительность: | Общая длительность:                                                                        | 48:36        |

| №   | Название          | Длительность |
| --- | ----------------- | ------------ |
| 14. | «Radio Adelaide»  | 2:42         |
| 15. | «Constant Static» | 3:18         |
| 16. | «Who Am I?»       | 3:18         |

| №   | Название          | Длительность |
| --- | ----------------- | ------------ |
| 14. | «Radio Adelaide»  | 2:42         |
| 15. | «Constant Static» | 3:18         |
| 16. | «Whiskey Rose»    | 3:49         |
| 17. | «Who Am I?»       | 3:18         |

## Участники записи

### New Found Glory
- Джордан Пандик — вокал
- Чед Гилберт — гитара, композитор
- Стив Кляйн — ритм-гитара, основной автор текстов
- Иан Грашка — бас-гитара
- Кир Болуки — ударные

### Дополнительные музыканты
- Нил Аврон — синтезатор, клавишные
- Чарли Бишарат — скрипка
- Джоэл Деруин — скрипка
- Дэвид Кэмпбелл — альт
- Ларри Корбетт — виолончель
- Райли Аврон — бэк-вокал
- Фредди Крисен — бэк-вокал
- Дебра Берд — бэк-вокал
- Анджела Фишер — бэк-вокал
- Эндрю Джексон — бэк-вокал
- Тоби Морз — бэк-вокал
- Кендалл Пэйн — бэк-вокал
- Тони Уилкинс — бэк-вокал